# Narodziny narodu
Narodziny narodu (tytuł oryginalny The Birth of a Nation) – amerykański film niemy z 1915 roku w reżyserii D.W. Griffitha. Narodziny narodu są adaptacją filmową powieści Thomasa F. Dixona Juniora, osadzoną treściowo w czasach wojny secesyjnej. Głównymi bohaterami utworu są dwie rodziny: Stonemanowie oraz Cameronowie, które po wybuchu wojny stanęły po przeciwnych stronach barykady. W obliczu coraz odważniej występujących Afroamerykanów oba rody zakładają Ku Klux Klan; ostatecznie po ustaniu wojny konflikt się kończy, a zaprzyjaźnione rodziny jednoczą się ponownie, co stanowi zapowiedź narodzin narodu amerykańskiego.

## O filmie
Zrealizowany kosztem 110 000 dolarów (około 1 500 000 dolarów według cen z 2013 roku) film był pionierskim osiągnięciem kina. Reżyser w Narodzinach narodu kładł szczególny nacisk na rolę montażu w dramatyzowaniu akcji. Ruch kamery uległ dynamizacji; sceny były kręcone z kilku ustawień kamery. Griffith zerwał z klasyczną zasadą trzech jedności, zastosował też trzy kulminacje dramaturgiczne wpływające na akcję filmu, przy czym ostatnia z nich (odsiecz Ku Klux Klanu wobec ataku Afroamerykanów na posiadłość Cameronów) wprowadzała technikę montażu równoległego. Sekwencje były rozdzielane poprzez ściemnianie, rozjaśnienie i użycie efektu przesłony.
Narodziny narodu początkowo miały być wydane pod nazwą Człowiek klanu, jednak ta pierwsza wersja spotkała się z burzliwą reakcją publiczności. Okrojona wersja pod obecną nazwą również była krytykowana; reżyserowi zarzucano rasistowskie poglądy, gloryfikowanie Ku Klux Klanu oraz przedstawianie Afroamerykanów w negatywnym świetle. W odpowiedzi na krytykę Griffith stworzył film Nietolerancja. Pomimo zarzucanej mu szowinistycznej wymowy Narodziny narodu posiadają opinię najbardziej wpływowego dzieła w dziejach kinematografii. Ze względu na zastosowanie pionierskich technik kinematograficznych użytych po raz pierwszy w tym filmie, w 1992 roku dzieło Griffitha zostało umieszczone w amerykańskim National Film Registry jako warte zachowania, pomimo zawartego w nim rasizmu i złego wpływu. Ponieważ film przyczynił się do odrodzenia Ku Klux Klanu, uznano, że „jest częścią historii narodu, od której nie można uciec”.

## Obsada
Lista opracowana na podstawie źródła.

- Lillian Gish – Elsie Stoneman
- Henry B. Walthall – pułkownik Ben Cameron
- Mae Marsh – Flora Cameron
- Ralph Lewis – senator Austin Stoneman
- Miriam Cooper – Margaret Cameron
- Elmer Clifton – kapitan Phil Stoneman
- Spottiswoode Aitken – dr Cameron
- Josephine Crowell – pani Cameron
- George Siegmann – gubernator Silas Lynch
- Mary Alden – Lydia Brown
- Jennie Lee – Cindy
- Robert Harron – Tod Stoneman
- George Beranger – Wade Cameron
- Maxfield Stanley – Duke Cameron
- Walter Long – Gus
- Wallace Reid – kowal Jeff
- Donald Crisp – gen. Ulysses S. Grant
- Howard Gaye – gen. Robert E. Lee
- Joseph Henabery – prezydent Abraham Lincoln
- Raoul Walsh – John Wilkes Booth